# Courmes

Courmes este o comună în departamentul Alpes-Maritimes din sud-estul Franței,in apropierea partii estice a lui Gorges-du-Loup.  În 1 ianuarie 2022 avea o populație de 108 de locuitori.